# Thor Groswold
Thor Christian Groswold, né le 28 octobre 1895 et mort le 16 février 1973, est un skieur et un inventeur norvégien. Il est considéré comme un pionnier du ski aux États-Unis.

## Biographie

### Jeunesse et carrière sportive
Thor Groswold est né le 28 octobre 1895 dans une ferme en Norvège. Il fait du ski et du saut à ski dès son plus jeune âge. Il fait des études supérieures à Oslo. 
Thor Groswold arrive à Ellis Island en 1923. Il s'installe ensuite dans le Colorado afin d'étudier à l'Université de Denver.
Aux États-Unis, il devient juge en saut à ski.

### Groswold Ski Company
En 1932, Thor Groswold fonde avec l'aide de Ned Grant la Groswold Ski Company. Rapidement la société est reconnue pour sa fabrication de ski en bois et elle fournit la 10e division de montagne (États-Unis) lors de la seconde guerre mondiale. En 1948, la société fournit l'équipe américaine lors des Jeux olympiques. 
En 1932, il rencontre Barney McLean (en). Barney McLean, alors jeune compétiteur, casse un ski lors d'un saut. Thor Groswold qui vient de créer sa manufacture veut lui donner une paire des skis de sa marque. Ce dernier se rend compte qu'il n'a plus de paire de sa société et il achète une paire de ski Northland à Barney McLean. Quelques années plus tard, Thor Groswold réussit à convaincre Barney McLean que le ski alpin pourrait lui convenir. Ce dernier essaie le ski alpin et il est le capitaine de l'équipe américaine lors des jeux olympiques d'hiver de 1948. Après sa carrière, Barney McLean travaille avec Thor Groswold sur la confection de nouvelles paires de skis.
Thor Groswold a conçu avec Don Holley, un des premiers prototypes de ski métallique. Dénommé Holley Climatic Camber Ski, ce modèle associe une semelle d'aluminium sur un si en bois.
En 1946, Thor Groswold est l'un des fondateurs du Arapahoe Basin (en),.
La société dépose le bilan lors du printemps 1952.

## Distinctions
Thor C. Groswold est membre du Colorado Ski and Snowboard Hall of Fame (en) ainsi que du Mémorial américain du ski.

## Vie personnelle
Thor Groswold a deux fils, Thor B. Groswold et Gerald Groswold qui sont tous les deux considérés comme des pionniers du ski aux États-Unis et membres du Mémorial américain du ski,